# 저스틴 체임버스
저스틴 윌리엄 체임버스(Justin William Chambers, 1970년 7월 11일 ~ )는 미국의 배우이다.

## 출연 작품

### 드라마
- 그레이 아나토미
- 콜드 케이스

### 영화
- 머스킷티어
- 웨딩플래너